# Anette Lenz
Anette Lenz, née à Esslingen am Neckar, ancienne République fédérale d'Allemagne, est une designer graphiste allemande.

## Biographie
Anette Lenz est diplômée en Arts appliqués de l'Université de sciences appliquées de Munich. Elle s’installe en France en 1990. Elle intègre tout d'abord les collectifs Grapus et "Nous travaillons ensemble", avant de travailler comme graphiste indépendante dès 1993. En collaboration avec le designer graphique Vincent Perottet, elle participe à la communication de salles de théâtre,. L'atelier Anette Lenz est chargé de l'identité visuelle de l'Onde Théâtre Centre d'Art à Vélizy-Villacoublay.  
Anette Lenz est professeure de communication visuelle à la Haute École d'art et de design Genève (HEAD). Elle vit à Paris . 

## Carrière artistique
Anette Lenz se spécialise dans les identités culturelles d'institutions, et travaille notamment avec les médias Radio France, Arte et le Monde, des institutions politiques comme le Ministère de la culture, le Sénat, la ville de Paris, des institutions culturelles publiques ou privées avec le Musée des Arts Décoratifs (MAD) ou le Phare-Centre chorégraphique du Havre, et de grandes marques françaises telle Hermès,,,,,.

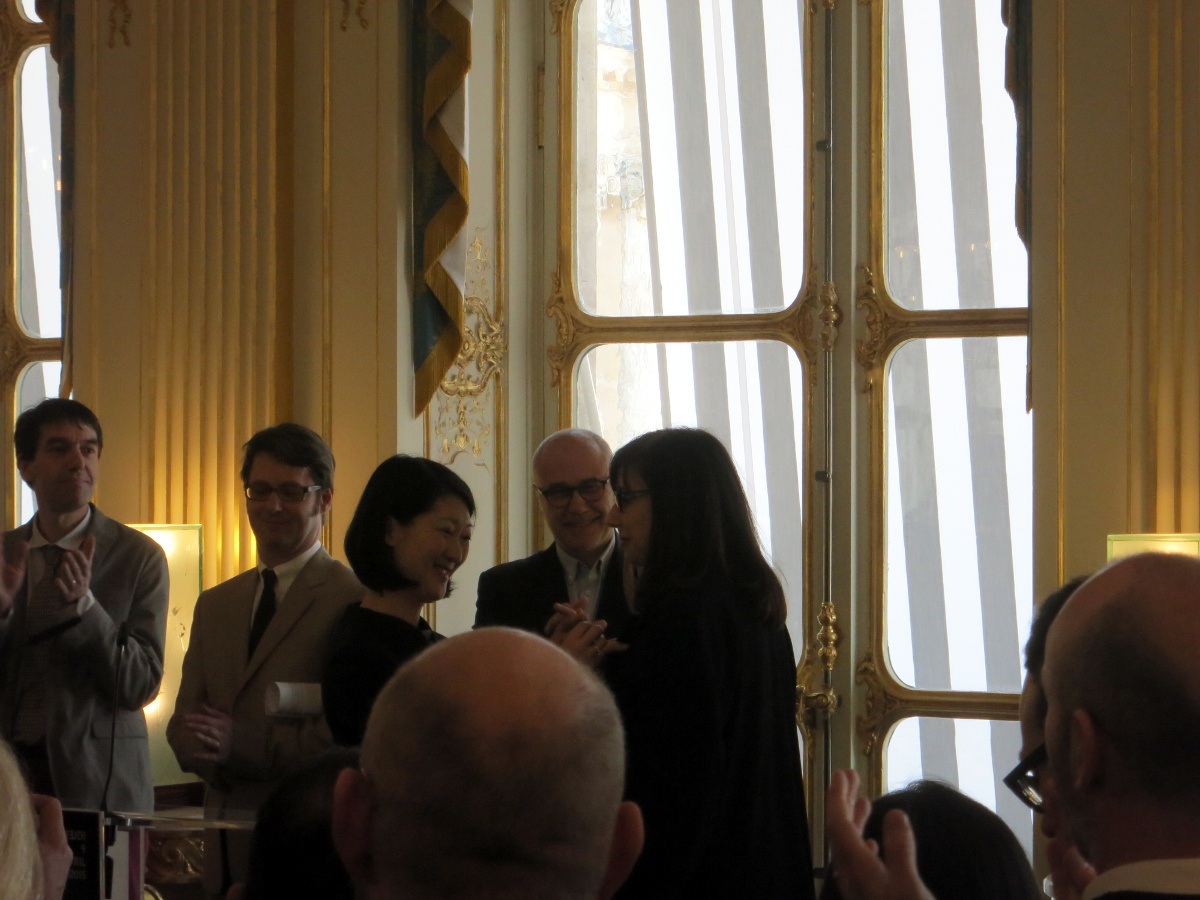
Anette Lenz élevée au rang de Chevalier des Arts et Lettres par la ministre de la culture, Fleur Pellerin, dans les locaux du ministère. Sont aussi présents Pierre di Sciullo (ext. gauche), Jean-François Porchez (gauche) et Yves Robert (directeur du CNAP), avril 2015.

Par méfiance à l'égard de la publicité commerciale, Anette Lenz développe de nouvelles stratégies de communication visuelle dans l'espace public,. Ses créations parfois anarchiques, expérimentales et joyeuses mêlent à la typographie, la couleur, la photographie et le cinéma. Elle produit des séries d'affiches, des livres, des dessins ou programmes d'exposition et des identités visuelles.   
À travers son travail graphique, l’artiste s’engage à créer du lien social, et à intégrer de la poésie dans le quotidien,.  
Anette Lenz est parfois citée comme la pionnière d'une nouvelle génération de femmes graphistes, dans un monde artistique majoritairement masculin,. 
En 2020, une rétrospective du travail d’Anette Lenz est proposée au Musée des arts appliqués de Francfort. Dans cette première exposition individuelle en Allemagne, l’artiste met en contexte, ironise et commente sa propre attitude face à la vie. Les espaces du musée sont métamorphosés en univers graphiques de plain-pied qui permettent aux visiteurs de vivre la communication visuelle comme un univers sensuel et poétique pour la réflexion.

## Reconnaissance
Le 15 avril 2015, Anette Lenz reçoit les insignes de Chevalière dans l'Ordre des Arts et des Lettres. 

## Expositions
Parmi une liste non exhaustive :
- Anette Lenz & Vincent Perrottet, Bibliothèque universitaire du Havre, Le Havre, 3 mai au 2 juillet 2010[4]
- Des images partout – Exposition Design graphique, Vincent Perrottet + Anette Lenz, Médiathèque Hermeland, Saint-Herblain, 20 octobre au 19 décembre 2015[15]
- Anette Lenz, Musée d'Art et d'Archéologie du Périgord, Périgueux, mars à mai 2019[16]
- Anette Lenz, Museum  Angewandte Kunst, Francfort, 2 juillet 2020 – 16 mai 2021
- Variations épicènes, Maison d'Art Bernard Anthonioz, Nogent sur Marne, 10 septembre au 15 décembre 2020[17]